# Synkov (železniční zastávka)
Synkov je železniční zastávka, která se nachází u obce Synkov-Slemeno v části obce Synkov, v okrese Rychnov nad Kněžnou, v Královéhradeckém kraji. Zastávka leží na jednokolejné neelektrizované regionální dráze Častolovice–Solnice.

## Přeprava
Na zastávce zastavují pravidelné vlaky osobní přepravy kategorie osobní vlak (Os). Tyto vlaky provozuje dopravce České dráhy.
Na zastávce se nachází krytá čekárna pro cestující. Na zastávce není k dispozici osobní pokladna ani automat na jízdenky. Cestující jsou odbaveni průvodčím ve vlaku.

## Přístupnost
Železniční zastávka má jedno bezbariérově přístupné nástupiště a je také vybavena pro zrakově postižené (vodící linie s funkcí varovného pásu).